# أغنيس البابنبرغية
أغنيس البابنبرغية (باللغة البولندية: Agnieszka austriacka)؛ هي سليلة البيت الفرانكوني في بابنبرغ وبعد زواجها أصبحت دوقة بولندا العليا ودوقة سيليزيا.

## أسرتها وشخصيتها
أغنيس هي ابنة ليوبولد الثالث مارغريف النمسا وأغنيس الألمانية ابنة الإمبراطور هنري الرابع، هي سليلة ساليان التي حكمت الإمبراطورية الرومانية المقدسة منذ عام 1024 حتى توفي خالها الإمبراطور هنري الخامس في عام 1125.
تعد أغنيس الأخت غير الشقيقة لـ فريدريش الثاني دوق شوابيا والملك كونراد الثالث وكلاهما ولدا من زوج والدتها الأول فريدريش الأول دوق شوابيا، ومن بين جميع أشقائها تزوجت واحدة من أخواتها ماركيز ويليام الخامس من مونتفيراتو، وكان أحد أشقائها هو الأسقف أوتو فون فرايزنغ وهو مؤرخ مشهور في العصور الوسطى.
وفقًا للمؤرخ والأسقف وينسينتي كاديوبيك كانت أغنيس امرأة طموحة للغاية وحيوية وفخورة بأصولها، إذ أطلق عليها الأسقف اسم (النمرة) في أحد كتبه.

## زواجها
أراد حاكم بولندا الدوق بوليسلاف وريماوث التمسك بموقفه ضد الإمبراطورية عن طريق الحصول على حليف قوي ضد الملك لوثير الثالث ملك ألمانيا، لذلك شكل تحالفًا مع عائلة بابنبرغ وعائلة هوهنشتاوفن عن طريق زواج الابن الأكبر لبوليسلاف الثالث وواديسلاف من أغنيس وأقيم حفل الزفاف عام 1125 واستلم الزوجان هديتهم من بوليسلاف الثالث وهي دوقية سيليزيا.